# A Ferencvárosi TC 2022–2023-as szezonja
Ez a szócikk a Ferencvárosi TC 2022–2023-as szezonjáról szól, amely sorozatban a tizennegyedik, összességében pedig a 119. idénye volt a csapatnak a magyar első osztályban. A klub fennállásának ekkor volt a 124. évfordulója. A szezon 2022 júniusában kezdődött és 2023 májusában fejeződött be.
A csapat az idényt két felkészülési mérkőzéssel nyitotta Szlovéniában, ezután Ausztriába utaztak, ahol három meccset játszottak. A bajnokság első fordulójában, 2022. július 31-én a Puskás Akadémia ellen léptek pályára hazai pályán (1–0). Az őszi szezon során rendezett tizenhat bajnoki forduló után a Ferencváros a bajnoki címet érő első helyen telelhetett, így innen várhatta a tavaszi folytatást. Tavasszal zsinórban ötödik, összességében pedig a 34. bajnoki aranyérmüket szerezték meg az újonc Kecskeméti TE csapata előtt. Utolsó bajnokijukat a Mezőkövesd Zsóry FC ellen játszották, 2023. május 28-án. A szezon végén ünnepélyes keretek között vehették át a magyar bajnoki serleget.
2022. október 19-én búcsúztak a magyar kupa küzdelmeitől, hosszabbítást követően az Iváncsa KSE ellen maradtak alul (2–3). Előtte a Bicskei TC csapatát győzték le (2–0).  A szezon egyik nagy eredménye, hogy első magyar csapatként jutottak tovább valamelyik európai kupasorozat csoportköréből. Az Európa-liga H csoportjában a török bajnok Trabzonspor, a szerb bajnok Crvena zvezda és a francia AS Monaco előtt első helyen végeztek, ezzel pedig egyenes ágon a nyolcaddöntőbe kerültek. Itt a Bajnokok Ligája csoportköréből kieső német Bayer Leverkusen volt az ellenfelük. Az FTC mindkét mérkőzésen alulmaradt ellenfelével szemben, így búcsúzni kényszerült. Hazai mérkőzéseiket a csapat otthonául szolgáló Groupama Arénában játszották, egy kivétellel, amikor a Bayer Leverkusent a Puskás Arénában fogadták az Európa-liga nyolcaddöntőjének visszavágóján.
A csapat legnagyobb arányú győzelme a 2022. szeptember 4-i, Újpest elleni derbin született meg, amikor idegenben, a Szusza Ferenc Stadionban verték 6–0-ra a lila-fehéreket. A legmagasabb nézőszám a Bayer Leverkusen elleni Európa-liga nyolcaddöntőben volt, 50 675 néző tekintette meg a mérkőzést. A legalacsonyabb hazai nézőszám a Puskás Akadémia ellen volt, 7 051 néző tekintette meg a helyszínen ezt a találkozót.

## A szezon

### Június

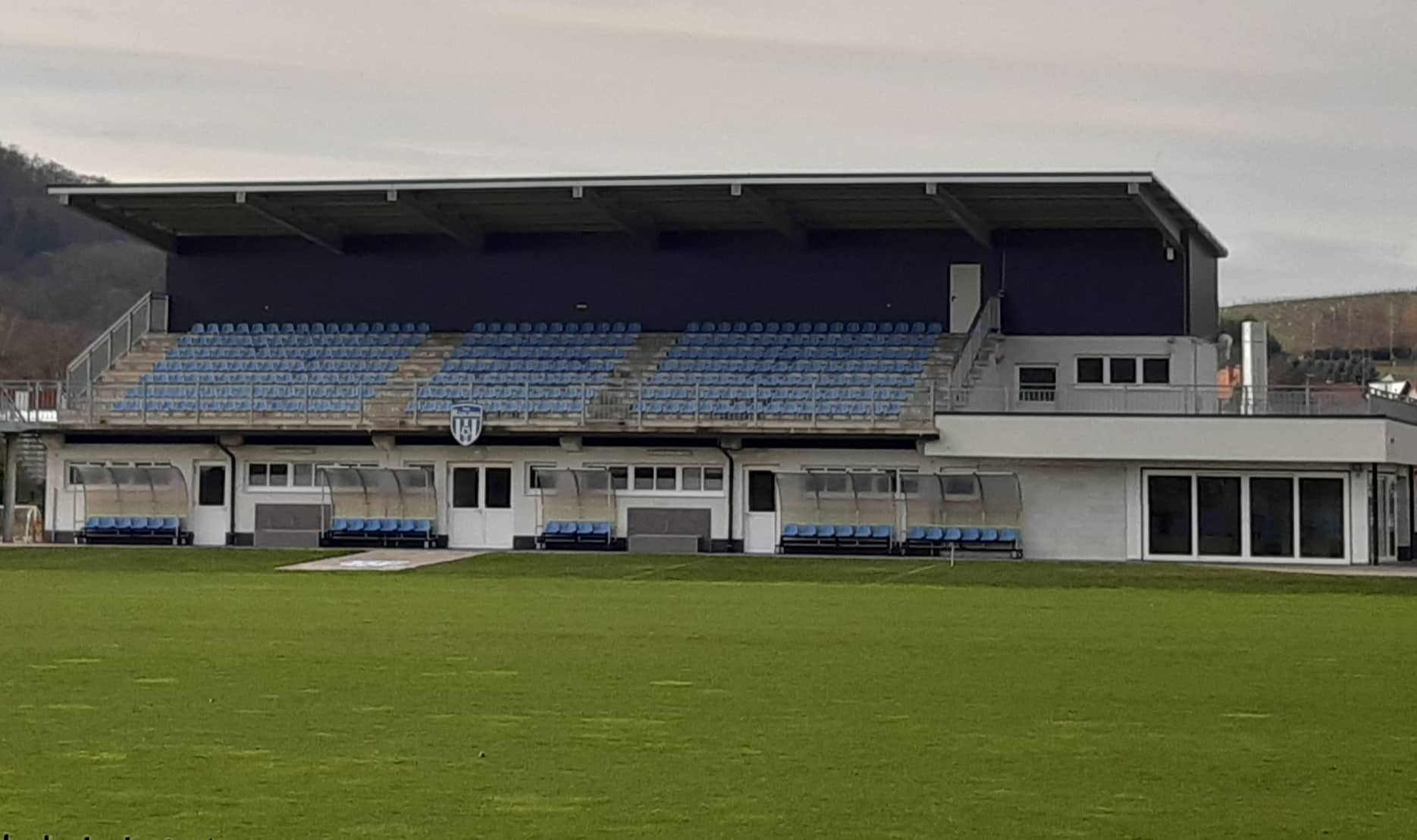
A Gornja Radgona Stadion, az első tesztmeccs helyszíne

A csapat június 8-án kezdte meg a 2022–2023-as idényt, a szlovén harmadosztályú NK Čarda csapata ellen, a Gornja Radgona Stadionban, Szlovéniában. Ekkor már három játékos, Adama Traoré, Mats Knoester és Xavier Mercier leigazolása hivatalos volt, ketten közülük pályára is léptek azon a mérkőzésen. Június 12-én, az északmacedón Skendija ellen lejátszották második felkészülési meccsüket, ahol 1–1-es döntetlent értek el. Legközelebb a román Argeș Pitești ellen léptek volna pályára, azonban az ellenfél lemondta a mérkőzést. Emiatt végül hazautaztak az edzőtáborból, és az FTC-MVM Népligeti Sportközpontban folytatták a felkészülést.
Június 22-én, a harmadik tesztmeccsükön a Sepsi OSK ellen léptek pályára, ezúttal már a tiroli Kössenben. A zöld-fehér csapat végül 3–0-s vereséget szenvedett. Egy nappal később bejelentették a 30 éves dán középhátvéd, Rasmus Thelander érkezését. Június 25-én a bolgár Ludogorec Razgrad ellen játszottak barátságos mérkőzést, háromgólos győzelmet arattak Marquinhos és Henry Wingo góljaival. Utolsó nyári felkészülési meccsükön 4–1-re győzték le a német másodosztályú Karlsruher SC csapatát. Június 29-én az együttes visszautazott Magyarországra, ezzel pedig a második nyári edzőtábora is véget ért a csapatnak.

### Július
Július 4-én megérkeztek első Bajnokok Ligája-selejtezőjük helyszínére, a kazak Kosztanaj városába. Két nappal később lejátszották a Tobil elleni mérkőzést, ami 0–0-val ért véget, így a budapesti visszavágóra maradt a döntés. A visszavágón végül 5–1-re győzött a Ferencváros hazai környezetben, így továbbjutott. Ezen a meccsen Adama Traoré megszerezte a zöld-fehérek századik gólját a Bajnokcsapatok Európa-kupája és az UEFA-bajnokok ligája történelmében, ez egyben a mali játékos első találata volt a Ferencvárosban.
A második selejtezőkörben a szlovák Slovan Bratislava együttesével találkoztak, 30 év után ismét. Azonban hiába szerezte meg a vezetést a Ferencváros, végül vereséget szenvedtek a Groupama Arénában (1–2). A visszavágón végül 4–1-re nyert a Fradi Pozsonyban, így 5–3-as összesítéssel továbbjutott a harmadik selejtezőkörbe.
Mindent láttam, de csak két szót mondanék: not bad. […] Amikor jó volt, akkor azt mondom: jó. De ez nem volt rossz!
Négy nappal a pozsonyi továbbjutást követően először léptek pályára a bajnokságban az idény során, a Puskás Akadémia ellen. Az első fordulós meccset a zöld-fehérek nyerték Kristoffer Zachariassen hosszabbításban szerzett góljával. A nemzetközi kupaszereplés miatt végül elhalasztották a Zalaegerszeg elleni bajnokit, amelyet végül 2023. január 24-én pótoltak be.

### Augusztus
Augusztus első napjaiban az azeri fővárosba, Bakuba utaztak, ahol lejátszották első mérkőzésüket a Bajnokok Ligája harmadik selejtezőkörében, a Qarabağ ellen (1–1). A budapesti visszavágón azonban 3–1-es vereséget szenvedtek az azeri klub ellen, ezzel pedig búcsúztak a Bajnokok Ligája 2022–2023-as kiírásától. A Fradi egyetlen gólját Adama Traoré szerezte. Augusztus 10-én újabb bajnoki került halasztásra, ezúttal a Paks elleni, ismeretlen okok miatt. A bajnokságban ismét sikerült győzni, a MOL Fehérvár együttesét 4–0-ra ütötte ki Csercseszov csapata.
Négy nappal később szintén négygólos győzelmet arattak az ír Shamrock Rovers ellen hazai pályán, az Európa-liga rájátszásának első mérkőzésén. Habár a visszavágón nem sikerült győzni, mégis zsinórban negyedik alkalommal lehetett ott a Ferencváros valamelyik európai csoportkörben. Két nappal később, az isztambuli sorsoláson a Crvena zvezda, az AS Monaco és a Trabzonspor mellé kerültek a H csoportba. Augusztus 28-án Adama Traoré mesterhármasával 3–1-re legyőzték a Budapest Honvédot. A hónap utolsó bajnokiján 1–0-s győzelmet arattak az újonc Vasas csapata ellen.

### Szeptember

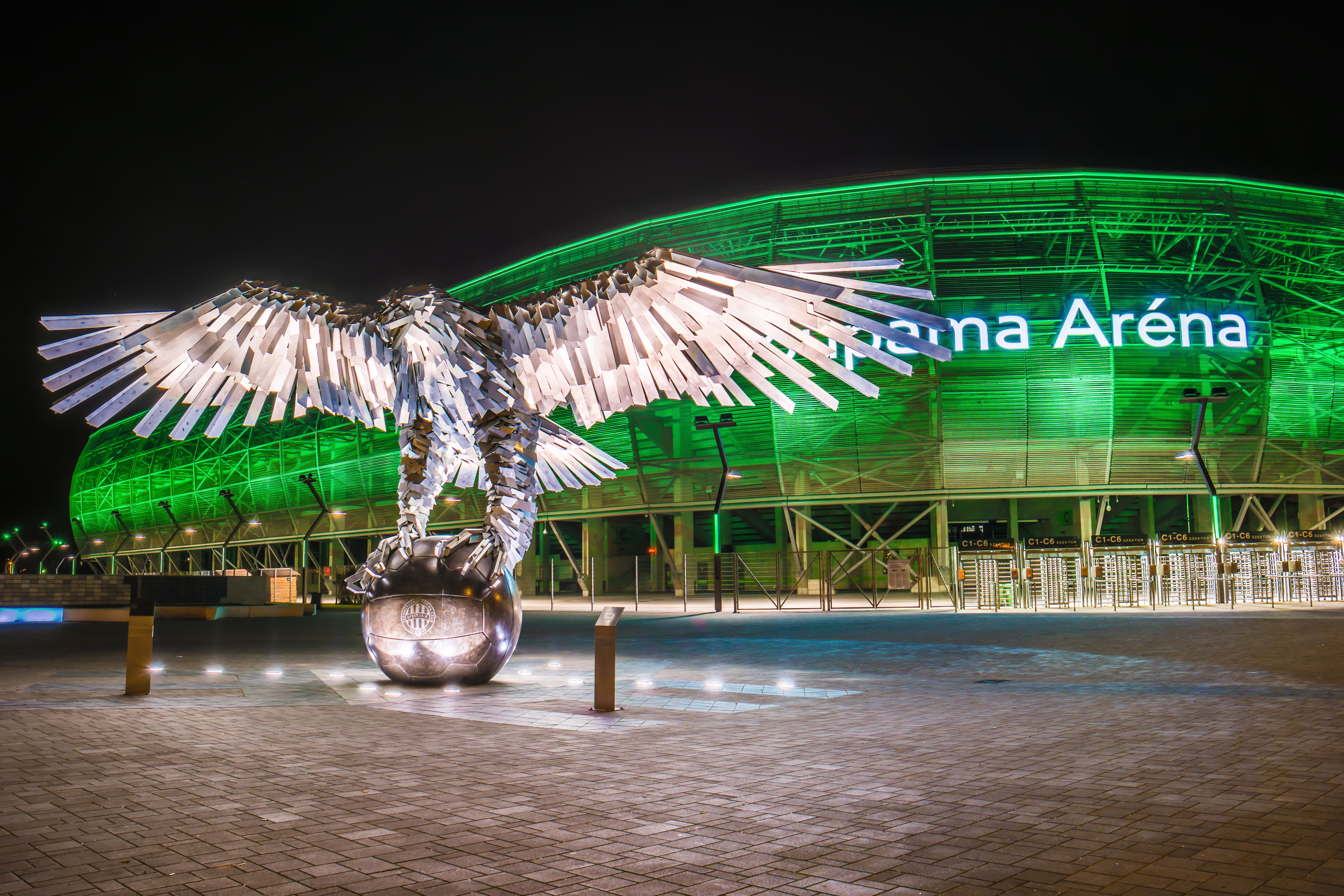
A Groupama Aréna, előtérben a Fradi-sassal

Szeptember 4-én, az idény első derbijén a zöld-fehér gárda történelmi különbségű, 6–0-s győzelmet aratott az Újpest otthonában. Ez volt a Ferencváros legnagyobb arányú győzelme az idényben, valamint a Szusza Ferenc Stadion gyepén aratott legnagyobb FTC-siker. Szeptember 8-án lejátszották első mérkőzésüket az Európa-liga csoportkörében, a török Trabzonspor ellen 3–2-es győzelmet arattak hazai pályán. A mérkőzés után a két gólt és egy gólpasszt jegyző Tokmac Nguen így nyilatkozott: „A tizenegyesnél nem sokat gondolkodtam, felkaptam a labdát, mert már a mérkőzés előtt is éreztem, ez az én estém lesz. Odaadóan harcoltunk, minden párharcba teljes erőbedobással mentünk bele, és helyén volt a szívünk. Nagy eredmény, hogy tíz emberrel is rengeteg helyzetet alakítottunk ki, ez is mutatja a bennünk rejlő erőt. Ez a siker messzire repíthet bennünket.”
Szeptember 11-én a Kisvárda csapatát fogadták, 3–0-ra győztek Ryan Mmaee és Samy Mmaee góljaival. A meccsen az együttes csapatkapitánya, Dibusz Dénes a 250. fellépését ünnepelhette a hazai bajnokikon. Az Európa-liga második játéknapján 1–0 arányú győzelmet arattak a II. Lajos Stadionban, az AS Monaco arénájában. A ferencvárosiak gólját Vécsei Bálint szerezte. Nem sokkal később a harmadosztályú Bicskei TC otthonában léptek pályára egy 2–0-ra megnyert mérkőzésen, a magyar kupa harmadik fordulójában.

### Október
Október 2-án az újonc Kecskeméti TE ellen 2–0-s vereséget szenvedtek a Széktói Stadionban, így véget ért a hatmeccses győzelmi sorozatuk a bajnokságban. Négy nappal később 4–1-es vereséget szenvedtek a Crvena zvezda vendégeként, az Európa-liga csoportkörének 3. fordulójában. Október 9-én Vécsei Bálint és Kristoffer Zachariassen góljaival 2–0-s győzelmet arattak a Groupama Arénában, a Debreceni VSC csapata ellen.
Október 13-án 2–1-re legyőzték a Crvena zvezdát a Groupama Arénában, így visszavágtak az egy héttel ezelőtti vereségért. Ezzel két fordulóval a vége előtt minden idők legsikeresebb magyar csapata lettek három győzelmükkel és kilenc szerzett pontjukkal. Három nappal később meglepetésre 2–1-re alulmaradtak a Mezőkövesd otthonában. Ezt követően vereséget szenvedtek a harmadosztályú Iváncsa KSE ellen, így már a legjobb 32 között búcsúzott a címvédő Ferencváros a magyar kupától. A két idegenbeli vereség után a Puskás Akadémia otthonában javítottak, 4–2-re győzték le a felcsútiakat.
Az Európa-liga csoportkörének ötödik fordulójában 1–1-es döntetlent értek el az AS Monaco ellen, így eldőlt, hogy a Trabzonspor elleni idegenbeli meccstől függetlenül első helyen jutnak tovább az Európa-liga csoportköréből. Az egyenlítő találatot később az Év sportpillanatának választották az Év Sportolója Gálán, amelyet maga a gólszerző, Kristoffer Zachariassen is „pályafutása legfontosabb találatának” nevezett.

### November
November 3-án lejátszották utolsó csoportmérkőzésüket az Európa-ligában, ahol a Trabzonspor ellen 1–0-s vereséget szenvedtek idegenben. Hatodikán 2–2-s döntetlent értek el a MOL Fehérvár otthonában, így hiába vezettek kétszer is a mérkőzés során, végül csak egy ponttal kellett beérniük. A Paks ellen Botka Endre kései góljával nyertek a Groupama Arénában, az év utolsó hazai mérkőzésén.
November 11-én hivatalossá vált, hogy a 2014-es világbajnokság és Muhamed Bešić óta először vehet részt Fradi-játékos a tornán Aïssa Laïdouni személyében, aki a tunéziai válogatott keretébe került be. Ennek és remek teljesítményének köszönhetően megnőtt az érdeklődés a középpályás iránt, több topligából is megkeresték a torna alatt és után.

### December
December második napján hivatalossá vált a saját nevelésű Csontos Dominik távozása, aki a Mezőkövesdhez igazolt.
A 2022-es év utolsó hónapjában a világbajnokság miatt csak egy felkészülési mérkőzést játszottak a Mezőkövesd ellen, amely gól nélküli döntetlent hozott. Ezzel véget ért az egyhetes mezőkövesdi edzőtábor a csapat számára.
Sztanyiszlav Csercseszov, a csapat vezetőedzője így válaszolt az új évet firtató kérdésekre: „Ugyan bajnokok vagyunk, kupagyőztesek, de minden edzésen továbbra is fejlődni akarunk, minden összecsapáson még jobban játszani. Lépésről lépésre egyre jobbá kell válnunk, a következő év ugyanis még nehezebbnek ígérkezik. Az Európa-ligában történelmi mérkőzés vár ránk, bár még várunk a nyolcaddöntős ellenfél kilétére. Ez a klubnak is egy következő szint, 47 éve vár a Ferencvárosi Torna Club erre a mérkőzésre.”

### Január
Január első heteit a spanyolországi Benidorm városában töltötték, ahol a második téli edzőtábor zajlott. Január 11-én 2–0-ra verték a német Bundesligában szereplő FC Augsburg együttesét a francia irányító középpályás, Xavier Mercier góljaival. A kispadon kapott helyet a ghánai Kwaku Bonsu Osei, aki a csapat próbajátékosa volt a felkészülés során. Végül azonban nem szerződtették, hiszen Hajnal Tamás szakmai igazgató szerint nem akartak elhamarkodott döntést hozni a labdarúgót illetően.
Január 15-én kikaptak a lengyel első osztályú Piast Gliwice csapata ellen, ezzel elszenvedték első vereségüket a téli edzőtábor alatt. Egy nappal később gól nélküli döntetlent játszottak az idény során Bajnokok Ligája-csoportkörös Viktoria Plzeň csapatával, ezzel pedig véget ért a spanyolországi felkészülés.
Január 21-én bejelentették Myenty Abena érkezését, aki a Slovan Bratislava játékosa volt, és meggyőző teljesítményt nyújtott a Ferencváros elleni BL-párharc során. Január 24-én bepótolták a Zalaegerszeg elleni elhalasztott bajnoki mérkőzést, ami 2–1-es győzelemmel ért véget. A meccset a zöld-fehér csapat nemzetközi kupaszereplése miatt tették át másik időpontra. Január 27-én hivatalossá vált, hogy a csapat egyik alapembere, Aïssa Laïdouni a német élvonalbeli Union Berlinnél folytatja pályafutását. Sajtóhírek szerint 4,1 millió eurót fizettek érte a fővárosiak, amivel minden idők második legdrágábban értékesített játékosa lett a magyar bajnokságnak és a klubnak egyaránt. Egy nappal később, az év első hazai bajnokiján 0–0-s döntetlent értek el a Vasas ellen, ez azt jelentette, hogy a két csapat mérkőzésén 21 év után először nem született gól. Január 31-én bejelentették a dán utánpótlás válogatott Nikolai Baden Frederiksen szerződtetését, aki kölcsönbe érkezett a csapathoz.

### Február
Február elsején 3–1-es győzelmet arattak a Paksi FC otthonában, többek között az újonnan szerződtetett Owusu Kwabena góljával. Négy nappal később 3–1-re legyőzték az Újpestet hazai pályán, zsinórban 11. győzelmüket aratva a derbin. Február 11-én gól nélküli döntetlent értek el a Kisvárda otthonában.
Február 15-én két új játékos kölcsönvételét jelentették be, az algériai–francia Mehdi Boudjemaa a török Hataysportól, Baráth Péter pedig a Debrecentől érkezett. Mindkét labdarúgó szerződésében szerepelt vásárlási opció. Három nappal később 1–1-es döntetlent játszottak a tabella második helyén álló Kecskemét ellen a Groupama Arénában. Ezzel 20 fordulót követően a tabella élén lévő Ferencváros 14 pontos előnyről várhatta a folytatást. Február 24-én tartották az Európa-liga nyolcaddöntőjének sorsolását, ahol a ferencvárosi klublegenda, Gera Zoltán a német Bayer Leverkusent húzta a zöld-fehérek ellenfeléül. Február 26-án 2–0-s győzelmet arattak Ryan Mmaee duplájával a Debreceni VSC ellen.

### Március

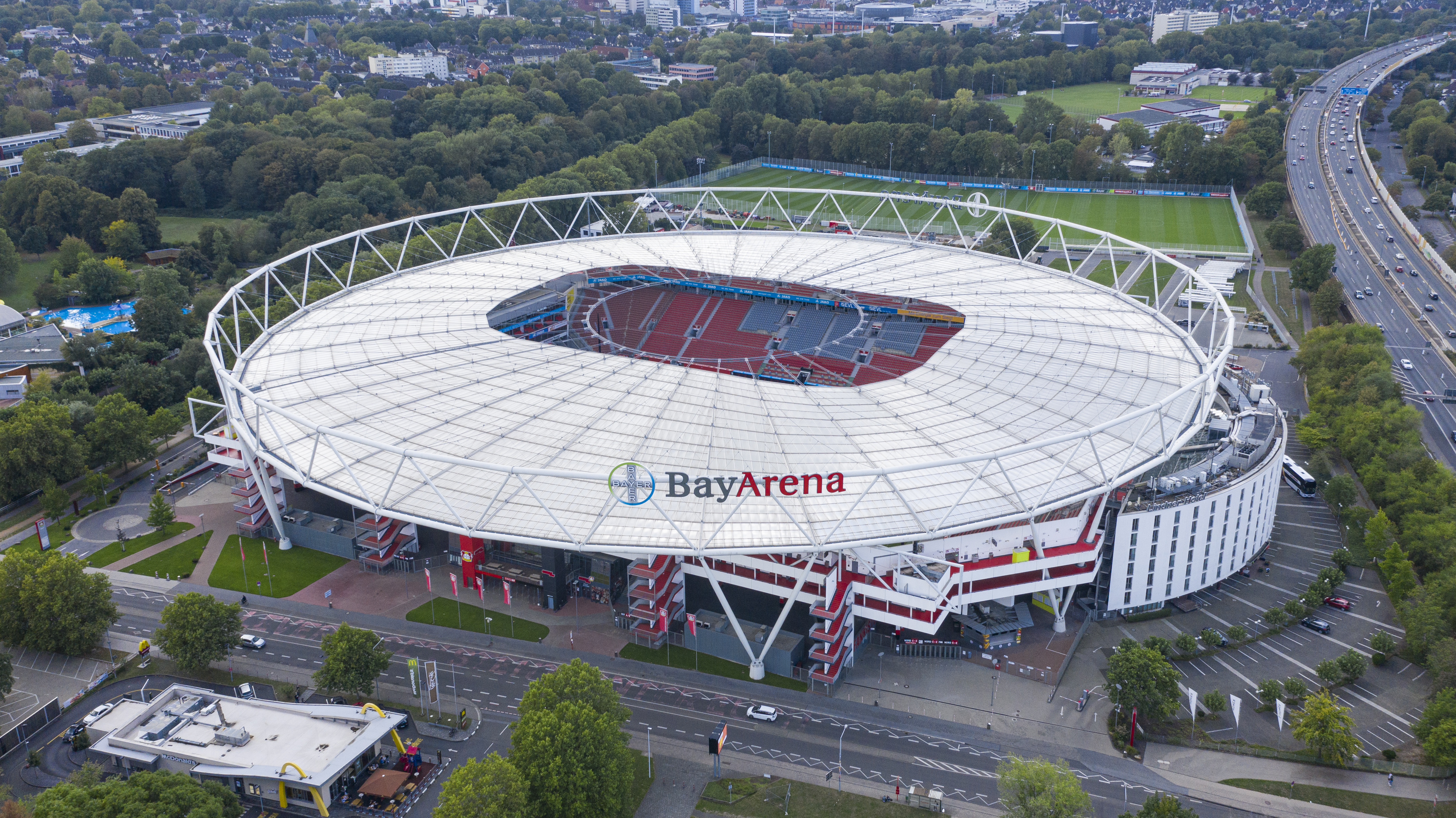
A Bayer Leverkusen stadionja, a BayArena

Március 3-án, a Bayer Leverkusen elleni mérkőzés főpróbáján 1–1-es döntetlent értek el a Mezőkövesd ellen, a gólokat Adama Traoré és Stefan Dražić szerezték. A mérkőzés előtt Ryan Mmaee vehette át a HSA Hónap Játékosa díjat, ezzel a marokkói lett az első díjazottja a szurkolói szavazásnak. Március 9-én 48 év után először léphetett pályára a Ferencváros tavasszal a nemzetközi kupaporondon, azonban nem sikerült bravúrt elérni, a BayArena gyepén 2–0-ra győzött a Bayer Leverkusen. Három nappal később 2–1-es vereséget szenvedtek hazai környezetben a Puskás Akadémia ellen. Ez volt a felcsútiak történetének első győzelme a zöld-fehérek ellen a Groupama Arénában. Március 13-án hivatalossá vált az elefántcsontparti támadó, Franck Boli távozása, aki az egyesült államokbeli Portland Timbers együtteséhez szerződött.
Március 16-án, a Bayer Leverkusen elleni visszavágón 2–0-s vereséget szenvedtek a Puskás Arénában, amivel 4–0-s összesítéssel kiestek az Európa-ligából. A Ferencváros szurkolói egész stadionos élőképpel készültek a mérkőzésre, amelyen egy harcra készülő magyar huszár, valamint a háttérben piros-fehér-zöld zászló volt látható, felette pedig ez a kiírás állt: „Föl, föl vitézek a csatára!” Március 19-én a Zalaegerszeg ellen léptek pályára, majd egygólos vereséget szenvedtek, így hat év után először vesztettek el egymás után két bajnoki mérkőzést.

### Április
Április 2-án 2–2-es döntetlent értek el a MOL Fehérvár ellen, a Ferencváros góljait a 17 éves Lisztes Krisztián szerezte, akinek ezek voltak az első találatai zöld-fehér színekben. Hat nappal később 3–2-s vereséget szenvedtek a Paksi FC vendégeként, ezzel 7 fordulóval a vége előtt hat pontosra csökkent az előnyük az üldöző Kecskeméttel szemben. Április 15-én hétmeccses nyeretlenségi sorozatot szakítottak meg a Budapest Honvéd ellen, a gólokat Ryan Mmaee, Marquinhos és Owusu Kwabena szerezték. Egy héttel később Lisztes Krisztián 79. percben szerzett szólógóljával 1–0-ra nyertek az újonc Vasas vendégeként, ezzel megőrizték hatpontos előnyüket a Kecskeméttel szemben.

### Május
Május első napján 3–2-re legyőzték az Újpestet a Szusza Ferenc Stadionban megrendezésre kerülő derbin. A rangadón a 17 éves Lisztes Krisztián is betalált, aki ezzel az elmúlt 100 év legfiatalabb gólszerzője lett az FTC–Újpest-derbik történetében. Május 5-én – miután az üldöző Kecskeméti TE nem tudott nyerni a Budapest Honvéd ellen – három fordulóval a bajnokság vége előtt hivatalossá vált, hogy a Ferencváros története 34. bajnoki címét ünnepelheti. Egy nappal később már bajnokcsapatként léptek pályára a Kisvárda ellen, majd pedig 3–0-ra meg is nyerték a találkozót. A csapat az idényt három vereséggel zárta, miután a Kecskemét, a Debrecen és a Mezőkövesd ellen sem tudtak pontot gyűjteni. Az együttes – összesen 63 pontot gyűjtve – az első helyen végzett az OTP Bank Liga 2022–2023-as szezonjának tabelláján, ezzel sorozatban a negyedik bajnoki aranyérmét gyűjtötte be.

## Játékoskeret
A dőlt betűvel jelzett játékosok kölcsönben szerepeltek a klubnál.
A félkövér betűkkel jelzett játékosok rendelkeznek felnőtt válogatott mérkőzéssel.
| No. |     | Poszt | Játékos                 |
| --- | --- | ----- | ----------------------- |
| 1   | HUN | K     | Bogdán Ádám             |
| 3   | MAR | V     | Samy Mmaee              |
| 4   | NED | V     | Mats Knoester           |
| 5   | BIH | KP    | Muhamed Bešić           |
| 7   | FRA | KP    | Xavier Mercier          |
| 8   | MAR | CS    | Ryan Mmaee              |
| 10  | NOR | CS    | Tokmac Nguen            |
| 11  | GHA | CS    | Owusu Kwabena           |
| 13  | NGA | KP    | Anderson Esiti          |
| 14  | BIH | KP    | Amer Gojak              |
| 15  | BIH | V     | Adnan Kovačević         |
| 16  | NOR | KP    | Kristoffer Zachariassen |
| 17  | BIH | V     | Eldar Ćivić             |
| 18  | HUN | KP    | Sigér Dávid             |
| 19  | HUN | KP    | Vécsei Bálint           |

| No. |     | Poszt | Játékos           |
| --- | --- | ----- | ----------------- |
| 20  | MLI | CS    | Adama Traoré      |
| 21  | HUN | V     | Botka Endre       |
| 22  | SUR | V     | Myenty Abena      |
| 23  | HUN | V     | Pászka Lóránd     |
| 28  | ARG | CS    | Carlos Auzqui     |
| 29  | HUN | K     | Szécsi Gergő      |
| 30  | HUN | KP    | Baráth Péter      |
| 31  | USA | V     | Henry Wingo       |
| 50  | BRA | CS    | Marquinhos        |
| 52  | DEN | CS    | Nikolai Baden     |
| 60  | ALG | KP    | Mehdi Boudjemaa   |
| 76  | HUN | KP    | Lisztes Krisztián |
| 88  | CHI | CS    | Ángelo Sagal      |
| 90  | HUN | K     | Dibusz Dénes      |

## Átigazolások
Az alábbi táblázatban láthatóak a Ferencváros átigazolásai a 2022–2023-as szezonban:
| Érkezők                | Érkezők            | Érkezők           | Érkezők           | Érkezők             | Érkezők |
| Poszt                  | Játékos            | Honnan            | Összeg (€)        | Dátum               | Forr.   |
| ---------------------- | ------------------ | ----------------- | ----------------- | ------------------- | ------- |
| CS                     | Adama Traoré       | Sheriff Tiraspol  | 2 000 000         | 2022. május 22.     | [ 100 ] |
| V                      | Mats Knoester      | Heracles Almelo   | Ingyen            | 2022. május 26.     | [ 101 ] |
| KP                     | Xavier Mercier     | OH Leuven         | 500 000           | 2022. június 7.     | [ 4 ]   |
| V                      | Rasmus Thelander   | AaB Fodbold       | Ingyen            | 2022. június 23.    | [ 102 ] |
| KP                     | Amer Gojak         | Dinamo Zagreb     | 1 000 000         | 2022. augusztus 31. | [ 103 ] |
| V                      | Myenty Abena       | Slovan Bratislava | 400 000           | 2023. január 21.    | [ 104 ] |
| CS                     | Owusu Kwabena      | Qarabağ FK        | 500 000           | 2023. január 30.    | [ 105 ] |
| CS                     | Nikolai Baden      | Vitesse           | Kölcsönbe         | 2023. január 31.    | [ 71 ]  |
| KP                     | Mehdi Boudjemaa    | Hatayspor         | Kölcsönbe         | 2023. február 15.   | [ 76 ]  |
| KP                     | Baráth Péter       | Debreceni VSC     | Kölcsönbe         | 2023. február 15.   | [ 75 ]  |
| CS                     | Ángelo Sagal       | Gaziantepspor     | Kölcsönbe         | 2023. március 6.    | [ 106 ] |
| Kölcsönből visszatérők |                    |                   |                   |                     |         |
| KP                     | Gera Dániel        | Puskás Akadémia   | Kölcsönből vissza | 2022. június 30.    | [ 107 ] |
| KP                     | Katona Máté        | Soroksár SC       | Kölcsönből vissza | 2022. június 30.    | [ 107 ] |
| K                      | Varga Ádám         | Soroksár SC       | Kölcsönből vissza | 2022. június 30.    | [ 107 ] |
| KP                     | Csonka András      | Budafoki MTE      | Kölcsönből vissza | 2022. június 30.    | [ 107 ] |
| KP                     | Szerető Krisztofer | Soroksár SC       | Kölcsönből vissza | 2022. június 30.    | [ 107 ] |
| V                      | Csontos Dominik    | Soroksár SC       | Kölcsönből vissza | 2022. december 21.  | [ 107 ] |
| CS                     | Roko Baturina      | NK Maribor        | Kölcsönből vissza | 2023. január 30.    | [ 107 ] |
| CS                     | Fortune Bassey     | Viktoria Plzeň    | Kölcsönből vissza | 2023. február 14.   | [ 107 ] |
| Távozók                |                    |                   |                   |                     |         |
| Poszt                  | Játékos            | Hová              | Összeg (€)        | Dátum               | Forr.   |
| V                      | Lasa Dvali         | APÓEL             | Ingyen            | 2022. május 18.     | [ 108 ] |
| KP                     | Somália            | klub nélküli      | Ingyen            | 2022. május 18.     | [ 109 ] |
| KP                     | Róbert Mak         | Sydney FC         | Ingyen            | 2022. május 18.     | [ 110 ] |
| KP                     | Marko Marin        | visszavonult      | Ingyen            | 2022. május 18.     | [ 111 ] |
| V                      | Miha Blažič        | Angers SCO        | Ingyen            | 2022. május 20.     | [ 112 ] |
| KP                     | Szerető Krisztofer | Nyíregyháza       | Ingyen            | 2022. június 8.     | [ 113 ] |
| CS                     | Roko Baturina      | NK Maribor        | Kölcsönbe         | 2022. június 17.    | [ 114 ] |
| KP                     | Csonka András      | Budafoki MTE      | Kölcsönbe         | 2022. július 1.     | [ 115 ] |
| KP                     | Katona Máté        | Kecskeméti TE     | Kölcsönbe         | 2022. július 1.     | [ 116 ] |
| V                      | Iyinbor Patrick    | Vasas             | Kölcsönbe         | 2022. július 4.     | [ 117 ] |
| K                      | Varga Ádám         | Kecskeméti TE     | Kölcsönbe         | 2022. július 30.    | [ 118 ] |
| CS                     | Olekszandr Zubkov  | Sahtar Doneck     | 2 000 000         | 2022. augusztus 5.  | [ 119 ] |
| CS                     | Fortune Bassey     | Viktoria Plzeň    | Kölcsönbe         | 2022. augusztus 12. | [ 120 ] |
| KP                     | Gera Dániel        | Diósgyőri VTK     | Ingyen            | 2022. augusztus 31. | [ 121 ] |
| CS                     | Željko Gavrić      | FC DAC 1904       | Kölcsönbe         | 2022. szeptember 7. | [ 122 ] |
| KP                     | Stjepan Lončar     | KV Kortrijk       | Kölcsönbe         | 2022. szeptember 7. | [ 123 ] |
| V                      | Rasmus Thelander   | AaB Fodbold       | Ingyen            | 2022. november 18.  | [ 124 ] |
| V                      | Csontos Dominik    | Mezőkövesd Zsóry  | Ingyen            | 2022. december 2.   | [ 57 ]  |
| KP                     | Aïssa Laïdouni     | Union Berlin      | 4 100 000         | 2023. január 27.    | [ 125 ] |
| CS                     | Roko Baturina      | Racing Santander  | Kölcsönbe         | 2023. január 30.    | [ 126 ] |
| KP                     | Giorgi Haraisvili  | Dinamo Tbiliszi   | Kölcsönbe         | 2023. február 22.   | [ 127 ] |
| CS                     | Fortune Bassey     | Degerfors IF      | Kölcsönbe         | 2023. március 3.    | [ 128 ] |
| CS                     | Franck Boli        | Portland Timbers  | Nem publikus      | 2023. március 13.   | [ 84 ]  |

Megjegyzések
1. ↑  Kölcsönvételi díj: 100 000 €. Vételi opcióval. Forrás: eredmenyek.com.
2. ↑  Kölcsönvételi díj: 150 000 €. Vételi opcióval. Forrás:  eredmenyek.com.
3. 1 2 3 4  Vételi opcióval.

## Szakmai stáb
| Beosztás                 | Név                      |
| ------------------------ | ------------------------ |
| Vezetőedző               | Sztanyiszlav Csercseszov |
| Másodedző                | Máté Csaba               |
| Másodedző                | Miroszlav Romascsenko    |
| Technikai vezető         | Haáz Ferenc              |
| Technikai edző           | Jeferson Alex dos Santos |
| Kapusedző                | Balogh Tamás             |
| Kapusedző                | Gintaras Staučė          |
| Erőnléti edző            | Bali Péter               |
| Erőnléti edző            | Kovács Bence             |
| Erőnléti edző            | Haáz Ferenc              |
| Erőnléti edző            | Dr. Pánics Gergely       |
| Erőnléti edző            | Dr. Reha Gábor           |
| Erőnléti edző            | Vlagyimir Panyikov       |
| Erőnléti edző            | Paulino Granero          |
| Fizioterapeuta           | Peter Friar              |
| Fizioterapeuta           | Nagy Richárd             |
| Orvos                    | Eduárd Cgojev            |
| Masszőr                  | Lipcsei Gábor            |
| Masszőr                  | Demény László            |
| Masszőr                  | Makkai Ádám              |
| Sportpszichiáter         | Dr. Kárpáti Róbert       |
| Csapatmenedzser          | Kökény Antal             |
| Mérkőzés- és videóelemző | Balogh Ákos              |
| Szertáros, masszőr       | Czakó Péter              |

## Statisztikák

### Játékosok statisztikái
Az alábbi táblázatban találhatóak a Ferencváros játékosainak statisztikái, bajnokságra, kupára és nemzetközi mérkőzésekre bontva. A csapat alapembereihez, kulcsjátékosaihoz sorolható Adama Traoré, aki összességében 46 mérkőzésen 18 gólt ért el. Szintén alapembernek számított a norvég középpályás, Kristoffer Zachariassen, aki főként az Európa-liga csoportkörében jeleskedett, ahol hat mérkőzés alatt három gólt jegyzett az ősz során. 
A belső védőknél a Mats Knoester és Samy Mmaee alkotta páros volt a leggyakoribb összeállítás. A kapusposzton Dibusz Dénest lehet kiemelni, aki csapatkapitányként a legtöbb percet töltötte a pályán a játékosok közül. A bajnokságban a marokkói Ryan Mmaee volt a legeredményesebb, aki 24 bajnokin 12 gólt szerzett.
| #                                                  | Poszt | Játékos                   | Nemzetiség | Bajnokság | Bajnokság | Bajnokság | Kupa | Kupa | Kupa | Nemzetközi | Nemzetközi | Nemzetközi | Összesen | Összesen | Összesen |
| #                                                  | Poszt | Játékos                   | Nemzetiség | M         | Gól       | JP        | M    | Gól  | JP   | M          | Gól        | JP         | M        | Gól      | JP       |
| -------------------------------------------------- | ----- | ------------------------- | ---------- | --------- | --------- | --------- | ---- | ---- | ---- | ---------- | ---------- | ---------- | -------- | -------- | -------- |
| 1                                                  | K     | Bogdán Ádám               | HUN        | 3         | (–3)      | 270       | 2    | (–3) | 210  | 1          | (–1)       | 90         | 6        | (–7)     | 570      |
| 3                                                  | V     | Samy Mmaee                | MAR        | 16        | 2         | 1212      | 2    | 0    | 165  | 11         | 1          | 956        | 29       | 3        | 2333     |
| 4                                                  | V     | Mats Knoester             | NED        | 27        | 0         | 2366      | 2    | 0    | 165  | 13         | 0          | 1014       | 42       | 0        | 3545     |
| 5                                                  | KP    | Muhamed Bešić             | BIH        | 16        | 0         | 1031      | 1    | 0    | 59   | 7          | 0          | 400        | 24       | 0        | 1490     |
| 7                                                  | KP    | Xavier Mercier            | FRA        | 16        | 1         | 720       | 2    | 0    | 120  | 5          | 0          | 84         | 23       | 1        | 924      |
| 8                                                  | CS    | Ryan Mmaee                | MAR        | 24        | 12        | 1669      | 2    | 1    | 139  | 10         | 1          | 709        | 36       | 14       | 2517     |
| 10                                                 | CS    | Tokmac Nguen              | NOR        | 20        | 1         | 1091      | –    | –    | –    | 14         | 2          | 994        | 34       | 3        | 2085     |
| 11                                                 | CS    | Owusu Kwabena             | GHA        | 10        | 2         | 437       | –    | –    | –    | –          | –          | –          | 10       | 2        | 437      |
| 13                                                 | KP    | Anderson Esiti            | NGA        | 21        | 1         | 1080      | 1    | 0    | 90   | 13         | 0          | 741        | 35       | 1        | 1911     |
| 14                                                 | KP    | Amer Gojak                | BIH        | 19        | 2         | 1121      | 2    | 1    | 151  | 7          | 0          | 266        | 28       | 3        | 1538     |
| 15                                                 | V     | Adnan Kovačević           | BIH        | 20        | 0         | 1538      | –    | –    | –    | 8          | 0          | 436        | 28       | 0        | 1974     |
| 16                                                 | KP    | Kristoffer Zachariassen   | NOR        | 27        | 7         | 1775      | 2    | 1    | 107  | 14         | 5          | 1222       | 43       | 13       | 3104     |
| 17                                                 | V     | Eldar Ćivić               | BIH        | 17        | 0         | 1373      | –    | –    | –    | 11         | 1          | 825        | 28       | 1        | 2198     |
| 18                                                 | KP    | Sigér Dávid               | HUN        | 12        | 0         | 678       | 1    | 0    | 90   | –          | –          | –          | 13       | 0        | 768      |
| 19                                                 | KP    | Vécsei Bálint             | HUN        | 19        | 1         | 1147      | 2    | 1    | 151  | 14         | 1          | 743        | 35       | 3        | 2041     |
| 20                                                 | CS    | Adama Traoré              | MLI        | 30        | 11        | 2327      | 1    | 0    | 120  | 15         | 7          | 1293       | 46       | 18       | 3740     |
| 21                                                 | V     | Botka Endre               | HUN        | 23        | 3         | 1700      | 1    | 0    | 66   | 11         | 0          | 938        | 35       | 3        | 2704     |
| 22                                                 | V     | Myenty Abena              | SUR        | 10        | 0         | 623       | –    | –    | –    | 2          | 0          | 180        | 12       | 0        | 803      |
| 23                                                 | V     | Pászka Lóránd             | HUN        | 19        | 2         | 1362      | 1    | 0    | 15   | 6          | 0          | 348        | 26       | 2        | 1725     |
| 28                                                 | CS    | Carlos Auzqui             | ARG        | 17        | 3         | 621       | 1    | 0    | 71   | 4          | 1          | 152        | 22       | 4        | 844      |
| 29                                                 | K     | Szécsi Gergő              | HUN        | 1         | (–1)      | 90        | –    | –    | –    | –          | –          | –          | 1        | (–1)     | 90       |
| 30                                                 | KP    | Baráth Péter              | HUN        | 8         | 0         | 425       | –    | –    | –    | –          | –          | –          | 8        | 0        | 425      |
| 31                                                 | V     | Henry Wingo               | USA        | 14        | 0         | 963       | 2    | 0    | 144  | 12         | 0          | 841        | 28       | 0        | 1948     |
| 50                                                 | CS    | Marquinhos                | BRA        | 29        | 5         | 1638      | 2    | 0    | 130  | 8          | 0          | 258        | 39       | 5        | 2026     |
| 52                                                 | CS    | Nikolai Baden Frederiksen | DEN        | 6         | 0         | 327       | –    | –    | –    | 2          | 0          | 5          | 8        | 0        | 332      |
| 55                                                 | V     | Kaján Norbert             | HUN        | 2         | 0         | 86        | –    | –    | –    | –          | –          | –          | 2        | 0        | 86       |
| 59                                                 | KP    | Manner Balázs             | HUN        | –         | –         | –         | –    | –    | –    | 1          | 0          | 13         | 1        | 0        | 13       |
| 60                                                 | KP    | Mehdi Boudjemaa           | ALG        | 3         | 0         | 156       | –    | –    | –    | –          | –          | –          | 3        | 0        | 156      |
| 64                                                 | KP    | Tóth Alex                 | HUN        | 2         | 0         | 42        | –    | –    | –    | –          | –          | –          | 2        | 0        | 42       |
| 68                                                 | CS    | Varga Zétény              | HUN        | –         | –         | –         | 1    | 0    | 2    | –          | –          | –          | 1        | 0        | 2        |
| 88                                                 | CS    | Ángelo Sagal              | CHI        | 7         | 0         | 349       | –    | –    | –    | –          | –          | –          | 7        | 0        | 349      |
| 90                                                 | K     | Dibusz Dénes              | HUN        | 29        | (–28)     | 2610      | –    | –    | –    | 15         | (–21)      | 1350       | 44       | (–49)    | 3960     |
| Játékosok, akik kölcsönben más klubnál szerepeltek |       |                           |            |           |           |           |      |      |      |            |            |            |          |          |          |
| 14                                                 | CS    | Fortune Bassey            | NGA        | 1         | 0         | 90        | –    | –    | –    | 3          | 2          | 71         | 4        | 2        | 161      |
| 27                                                 | KP    | Giorgi Haraisvili         | GEO        | 1         | 0         | 0         | 1    | 0    | 19   | –          | –          | –          | 2        | 0        | 19       |
| 44                                                 | KP    | Stjepan Lončar            | BIH        | 1         | 0         | 56        | –    | –    | –    | 2          | 0          | 50         | 3        | 0        | 106      |
| 76                                                 | KP    | Lisztes Krisztián         | HUN        | 9         | 5         | 398       | –    | –    | –    | 2          | 0          | 12         | 11       | 5        | 410      |
| 77                                                 | CS    | Damir Redzic              | HUN        | –         | –         | –         | –    | –    | –    | 1          | 0          | 1          | 1        | 0        | 1        |
| Játékosok, akik szezon közben elhagyták a klubot   |       |                           |            |           |           |           |      |      |      |            |            |            |          |          |          |
| 25                                                 | V     | Rasmus Thelander          | DEN        | 3         | 0         | 204       | 1    | 0    | 105  | 3          | 0          | 124        | 7        | 0        | 433      |
| 70                                                 | CS    | Franck Boli               | CIV        | 9         | 3         | 427       | 1    | 0    | 71   | 12         | 2          | 537        | 22       | 5        | 1035     |
| 93                                                 | KP    | Aïssa Laïdouni            | TUN        | 10        | 0         | 604       | 1    | 0    | 120  | 13         | 2          | 1049       | 24       | 2        | 1773     |

### Góllövőlista
Az alábbi táblázatban található az idény összes ferencvárosi gólszerzője. Holtversenynél az ábécé rangsorolt.
| Játékos                 | Bajnokság | Kupa | Nemzetközi | Összesen |
| ----------------------- | --------- | ---- | ---------- | -------- |
| Adama Traoré            | 11        | 0    | 7          | 18       |
| Ryan Mmaee              | 12        | 1    | 1          | 14       |
| Kristoffer Zachariassen | 7         | 1    | 5          | 13       |
| Franck Boli             | 3         | 0    | 2          | 5        |
| Lisztes Krisztián       | 5         | 0    | 0          | 5        |
| Marquinhos              | 5         | 0    | 0          | 5        |
| Carlos Auzqui           | 3         | 0    | 1          | 4        |
| Amer Gojak              | 2         | 1    | 0          | 3        |
| Botka Endre             | 3         | 0    | 0          | 3        |
| Samy Mmaee              | 2         | 0    | 1          | 3        |
| Tokmac Nguen            | 1         | 0    | 2          | 3        |
| Vécsei Bálint           | 1         | 1    | 1          | 3        |
| Aïssa Laïdouni          | 0         | 0    | 2          | 2        |
| Fortune Bassey          | 0         | 0    | 2          | 2        |
| Owusu Kwabena           | 2         | 0    | 0          | 2        |
| Pászka Lóránd           | 2         | 0    | 0          | 2        |
| Anderson Esiti          | 1         | 0    | 0          | 1        |
| Eldar Ćivić             | 0         | 0    | 1          | 1        |
| Xavier Mercier          | 1         | 0    | 0          | 1        |

### Mérkőzések statisztikái
| Lejátszott mérkőzések száma        | 51 (33 OTP Bank Liga, 2 magyar kupa, 16 nemzetközi)         |
| Győzelmek száma                    | 26 (19 OTP Bank Liga, 1 magyar kupa, 6 nemzetközi)          |
| Döntetlenek száma                  | 9 (6 OTP Bank Liga, 0 magyar kupa, 3 nemzetközi)            |
| Vereségek száma                    | 16 (8 OTP Bank Liga, 1 magyar kupa, 7 nemzetközi)           |
| Szerzett gólok száma               | 90                                                          |
| Kapott gólok száma                 | 58                                                          |
| Gólkülönbség                       | +31                                                         |
| Sárga lapok                        | 116                                                         |
| Kiállítások                        | 5                                                           |
| Legtöbbet figyelmeztetett játékos  | Mats Knoester (13 , 0 )                                     |
| Legnagyobb arányú győzelem         | Újpest 0–6 Ferencváros (2022. 09. 04.)                      |
| Legnagyobb arányú vereség          | Crvena zvezda 4–1 Ferencváros (2022. 10. 06.)               |
| Legmagasabb hazai nézőszám         | Ferencváros 0–2 Bayer Leverkusen (2023. 03. 16.)            |
| Legalacsonyabb hazai nézőszám      | 7 051 néző, Ferencváros 1–2 Puskás Akadémia (2023. 03. 12.) |
| Legtöbbször pályára lépett játékos | Adama Traoré (46 mérk.)                                     |
| Házi gólkirály                     | Adama Traoré (18 )                                          |
| Pontok                             | 87/153 (56,86%)                                             |

### Kiírások
A Ferencváros a 2022–23-as szezonban négy kiírás küzdelmeiben vett részt.
| Kiírás          | Statisztikák | Statisztikák | Statisztikák | Statisztikák | Statisztikák | Statisztikák | Kezdő forduló   | Végső forduló/ helyezés | Mérkőzések dátumai | Mérkőzések dátumai |
| Kiírás          | M            | GY           | D            | V            | LG–KG        | GK           | Kezdő forduló   | Végső forduló/ helyezés | Első               | Utolsó             |
| --------------- | ------------ | ------------ | ------------ | ------------ | ------------ | ------------ | --------------- | ----------------------- | ------------------ | ------------------ |
| OTP Bank Liga   | 33           | 19           | 6            | 8            | 62–33        | +29          | –               | Győztes                 | 2022. 07. 31.      | 2023. 05. 28.      |
| Magyar kupa     | 2            | 1            | 0            | 1            | 4–3          | +1           | 8. forduló      | 9. forduló              | 2022. 09. 18.      | 2022. 10. 19.      |
| Bajnokok Ligája | 6            | 2            | 2            | 2            | 12–8         | +4           | 1. selejtezőkör | 3. selejtezőkör         | 2022. 07. 06.      | 2022. 08. 09.      |
| Európa-liga     | 10           | 4            | 1            | 5            | 12–14        | –2           | Rájátszás       | Nyolcaddöntő            | 2022. 08. 18.      | 2023. 03. 16.      |

## OTP Bank Liga

### Mérkőzések
| 1. forduló 2022. július 31. 20:30 |

| Ferencváros                  | 1 – 0               | Puskás Akadémia                        |
| ---------------------------- | ------------------- | -------------------------------------- |
| Esiti 76' Zachariassen 90+4' | (0 – 0) Jegyzőkönyv | 40' Kiss T. 84' van Nieff 89' Stronati |

| Groupama Aréna, Budapest Nézőszám: 7 325 Játékvezető: Karakó Ferenc (magyar) |

| 2. forduló 2023. január 24. 18:30 |

| Zalaegerszegi TE        | 1 – 2               | Ferencváros                          |
| ----------------------- | ------------------- | ------------------------------------ |
| Huszti 21' Lesjak 90+4' | (1 – 1) Jegyzőkönyv | 18' (11-esből) Marquinhos 90' Traoré |

| ZTE Aréna, Zalaegerszeg Nézőszám: 5 514 Játékvezető: Erdős József (magyar) |

- Elhalasztott mérkőzés.

| 3. forduló 2022. augusztus 14. 20:00 |

| Ferencváros                                                                             | 4 – 0               | MOL Fehérvár          |
| --------------------------------------------------------------------------------------- | ------------------- | --------------------- |
| Auzqui 14' Mercier 38' Traoré 45+2' Pászka 63' Marquinhos 75' Tokmac 77' Boli 90' 90+2' | (3 – 0) Jegyzőkönyv | 64' Pokorný 75' Fiola |

| Groupama Aréna, Budapest Nézőszám: 9 795 Játékvezető: Karakó Ferenc (magyar) |

| 4. forduló 2023. február 1. 18:30 |

| Paksi FC                | 1 – 3               | Ferencváros                                                                |
| ----------------------- | ------------------- | -------------------------------------------------------------------------- |
| Szabó B. 39' Kinyik 49' | (0 – 0) Jegyzőkönyv | 58' Tokmac 71' Knoester 72' Owusu 83' Zachariassen 90' (11-esből) R. Mmaee |

| Fehérvári úti stadion, Paks Nézőszám: 2 501 Játékvezető: Csonka Bence (magyar) |

- Elhalasztott mérkőzés.

| 5. forduló 2022. augusztus 28. 17:30 |

| Ferencváros                                                | 3 – 1               | Budapest Honvéd       |
| ---------------------------------------------------------- | ------------------- | --------------------- |
| Bešić 37' Traoré 41' 51' 54' Vécsei 70′ Boli 75' Ćivić 80' | (1 – 0) Jegyzőkönyv | 75' Doka 90+7' Prenga |

| Groupama Aréna, Budapest Nézőszám: 10 231 Játékvezető: Pintér Csaba (magyar) |

| 6. forduló 2022. augusztus 31. 20:30 |

| Vasas                   | 0 – 1   | Ferencváros                                          |
| ----------------------- | ------- | ---------------------------------------------------- |
| Holender 66' Berecz 86' | (0 – 1) | 17' Zachariassen 27' Esiti 64' Bogdán 90+3' Knoester |

| Illovszky Rudolf Stadion, Budapest Nézőszám: 4 295 Játékvezető: Andó-Szabó Sándor (magyar) |

| 7. forduló 2022. szeptember 4. 17:30 |

| Újpest                                        | 0 – 6               | Ferencváros                                                                               |
| --------------------------------------------- | ------------------- | ----------------------------------------------------------------------------------------- |
| Onovo 37' Diaby 44' Bjeloš 46' Csongvai 90+2' | (0 – 4) Jegyzőkönyv | 9' 36' Zachariassen 24' 45' (11-esből) Boli 32' Traoré 46' Vécsei 67' Auzqui 89' R. Mmaee |

| Szusza Ferenc Stadion, Budapest Nézőszám: 6 981 Játékvezető: Bognár Tamás (magyar) |

| 8. forduló 2022. szeptember 11. 17:30 |

| Ferencváros                                           | 3 – 0               | Kisvárda                        |
| ----------------------------------------------------- | ------------------- | ------------------------------- |
| R. Mmaee 27' (11-esből) 63' S. Mmaee 72' Laïdouni 80' | (1 – 0) Jegyzőkönyv | 5' Camaj 7' Kovačić 47' Peteleu |

| Groupama Aréna, Budapest Nézőszám: 9 111 Játékvezető: Berke Balázs (magyar) |

| 9. forduló 2022. október 2. 16:30 |

| Kecskeméti TE                                      | 2 – 0               | Ferencváros                                     |
| -------------------------------------------------- | ------------------- | ----------------------------------------------- |
| Nagy 28' 34' (11-esből) Vágó 43' Tóth 69' Zeke 71' | (2 – 0) Jegyzőkönyv | 31' Auzqui 34' Knoester 71' S. Mmaee 71' Tokmac |

| Széktói Stadion, Kecskemét Nézőszám: 2 527 Játékvezető: Karakó Ferenc (magyar) |

| 10. forduló 2022. október 9. 18:00 |

| Ferencváros                                                     | 2 – 0               | Debreceni VSC                        |
| --------------------------------------------------------------- | ------------------- | ------------------------------------ |
| Vécsei 11' S. Mmaee 42' Esiti 51' Zachariassen 56' Knoester 84' | (1 – 0) Jegyzőkönyv | 4' Deslandes 52' Varga 74' Dzsudzsák |

| Groupama Aréna, Budapest Nézőszám: 10 857 Játékvezető: Berke Balázs (magyar) |

| 11. forduló 2022. október 16. 17:45 |

| Mezőkövesd Zsóry                                             | 2 – 1               | Ferencváros                                         |
| ------------------------------------------------------------ | ------------------- | --------------------------------------------------- |
| Karnyicki 27' 52' Lukić 38' Dibusz 83' (öngól) Beširović 89' | (1 – 1) Jegyzőkönyv | 2' 45' Marquinhos 11' Sigér 53' Pászka 80' R. Mmaee |

| Városi stadion, Mezőkövesd Nézőszám: 4 161 Játékvezető: Bognár Tamás (magyar) |

| 12. forduló 2022. október 22. 18:30 |

| Puskás Akadémia                                                                  | 2 – 4               | Ferencváros                                                      |
| -------------------------------------------------------------------------------- | ------------------- | ---------------------------------------------------------------- |
| Puljić 3' (11-esből) Spandler 9' Nagy Zs. 33' Corbu 37' Băluță 50' Kiss T. 90+1' | (2 – 3) Jegyzőkönyv | 8' Marquinhos 29' R. Mmaee 45' 53' Traoré 51' Laïdouni 75' Bešić |

| Pancho Aréna, Felcsút Nézőszám: 3 121 Játékvezető: Erdős József (magyar) |

| 13. forduló 2022. október 30. 17:30 |

| Ferencváros                    | 2 – 1               | Zalaegerszegi TE                             |
| ------------------------------ | ------------------- | -------------------------------------------- |
| Tokmac 13' Botka 76' Esiti 79' | (1 – 0) Jegyzőkönyv | 84' Ikoba 90' Mim 90+3' Tajti 90+3' Sanković |

| Groupama Aréna, Budapest Nézőszám: 9 107 Játékvezető: Farkas Ádám (magyar) |

| 14. forduló 2022. november 6. 20:00 |

| MOL Fehérvár                                        | 2 – 2               | Ferencváros                            |
| --------------------------------------------------- | ------------------- | -------------------------------------- |
| Fiola 14' Kastrati 52' 66' Dárdai 89' Stopira 90+4' | (0 – 1) Jegyzőkönyv | 14' (11-esből) 58' R. Mmaee 60' Pászka |

| Sóstói Stadion, Székesfehérvár Nézőszám: 6 121 Játékvezető: Bognár Tamás (magyar) |

| 15. forduló 2022. november 9. 18:15 |

| Ferencváros                                                                                    | 3 – 2               | Paksi FC                                                                     |
| ---------------------------------------------------------------------------------------------- | ------------------- | ---------------------------------------------------------------------------- |
| Zachariassen 22' Bešić 38' R. Mmaee 45+1' (11-esből) 90+4′ S. Mmaee 72' Auzqui 82' Botka 90+2' | (2 – 2) Jegyzőkönyv | 7' Bőle 9' Varga B. 40' (öngól) Wingo 65' Osváth 79' Balogh B. 90+4' Szélpál |

| Groupama Aréna, Budapest Nézőszám: 7 129 Játékvezető: Andó-Szabó Sándor (magyar) |

| 16. forduló 2022. november 13. 15:45 |

| Budapest Honvéd | 0 – 2               | Ferencváros                                            |
| --------------- | ------------------- | ------------------------------------------------------ |
| Doka 33'        | (0 – 0) Jegyzőkönyv | 45' Marquinhos 52' Traoré 66' 90+4' Auzqui 90+3' Bešić |

| Bozsik Aréna, Budapest Nézőszám: 4 938 Játékvezető: Farkas Ádám (magyar) |

| 17. forduló 2023. január 28. 19:30 |

| Ferencváros | 0 – 0       | Vasas                     |
| ----------- | ----------- | ------------------------- |
|             | Jegyzőkönyv | 67' Márkvárt 84' Holender |

| Groupama Aréna, Budapest Nézőszám: 8 579 Játékvezető: Bogár Gergő (magyar) |

| 18. forduló 2023. február 5. 17:30 |

| Ferencváros                                            | 3 – 1               | Újpest                                                     |
| ------------------------------------------------------ | ------------------- | ---------------------------------------------------------- |
| Hall 38' (öngól) Esiti 60' Marquinhos 70' R. Mmaee 85' | (1 – 0) Jegyzőkönyv | 44' Kastrati 51' Onovo 55' Mudrinszki 67' Hall 80′ Nikolić |

| Groupama Aréna, Budapest Nézőszám: 18 197 Játékvezető: Berke Balázs (magyar) |

| 19. forduló 2023. február 11. 17:00 |

| Kisvárda                                  | 0 – 0       | Ferencváros          |
| ----------------------------------------- | ----------- | -------------------- |
| Karabeljov 21' Kovačić 27' Ilievski 90+2' | Jegyzőkönyv | 36' Botka 84' Traoré |

| Várkerti Stadion, Kisvárda Nézőszám: 3 150 Játékvezető: Farkas Ádám (magyar) |

| 20. forduló 2023. február 18. 17:00 |

| Ferencváros             | 1 – 1               | Kecskeméti TE                                              |
| ----------------------- | ------------------- | ---------------------------------------------------------- |
| Traoré 36' S. Mmaee 67' | (1 – 0) Jegyzőkönyv | 35' Vágó 42' 53' Horváth 59' Nikitscher 65' Nagy 84' Szabó |

| Groupama Aréna, Budapest Nézőszám: 9 511 Játékvezető: Karakó Ferenc (magyar) |

| 21. forduló 2023. február 26. 16:30 |

| Debreceni VSC          | 0 – 2               | Ferencváros                               |
| ---------------------- | ------------------- | ----------------------------------------- |
| Babunski 26' Mance 82′ | (0 – 1) Jegyzőkönyv | 22' Sigér 37' 79' R. Mmaee 90+2' Knoester |

| Nagyerdei stadion, Debrecen Nézőszám: 13 004 Játékvezető: Andó-Szabó Sándor (magyar) |

| 22. forduló 2023. március 3. 20:15 |

| Ferencváros                         | 1 – 1               | Mezőkövesd Zsóry                                           |
| ----------------------------------- | ------------------- | ---------------------------------------------------------- |
| Traoré 11' Wingo 44' Marquinhos 44' | (1 – 1) Jegyzőkönyv | 24' Dražić 44' Lukić 48' Karnyicki 50' Beširović 51' Cseri |

| Groupama Aréna, Budapest Nézőszám: 7 127 Játékvezető: Farkas Ádám (magyar) |

| 23. forduló 2023. március 12. 18:15 |

| Ferencváros                               | 1 – 2               | Puskás Akadémia                                                               |
| ----------------------------------------- | ------------------- | ----------------------------------------------------------------------------- |
| Boudjemaa 15' Frederiksen 19' Botka 90+6' | (0 – 2) Jegyzőkönyv | 28' 50' Komáromi 37' 56′ Puljić 47' Gruber 60' Ormonde-Ottewill 90+6' Favorov |

| Groupama Aréna, Budapest Nézőszám: 7 051 Játékvezető: Pintér Csaba (magyar) |

| 24. forduló 2023. március 19. 20:15 |

| Zalaegerszegi TE                   | 1 – 0               | Ferencváros                                      |
| ---------------------------------- | ------------------- | ------------------------------------------------ |
| Tajti 41' Meshack 45+1' Kovács 75' | (1 – 0) Jegyzőkönyv | 60' Traoré 65' Marquinhos 72' Knoester 76' Botka |

| ZTE Aréna, Zalaegerszeg Nézőszám: 3 504 Játékvezető: Andó-Szabó Sándor (magyar) |

| 25. forduló 2023. április 2. 16:30 |

| Ferencváros                                        | 2 – 2               | MOL Fehérvár                                       |
| -------------------------------------------------- | ------------------- | -------------------------------------------------- |
| Botka 27' Kovačević 40' Lisztes 59' 70' Bogdán 64' | (0 – 1) Jegyzőkönyv | 7' 76' Stopira 10' Dárdai 79' Makarenko 90+3' Nego |

| Groupama Aréna, Budapest Nézőszám: 12 079 Játékvezető: Bogár Gergő (magyar) |

| 26. forduló 2023. április 8. 19:30 |

| Paksi FC                                                                 | 3 – 2               | Ferencváros                                                            |
| ------------------------------------------------------------------------ | ------------------- | ---------------------------------------------------------------------- |
| Kinyik 19' Varga B. 36' 55' (11-esből) Szélpál 59' Papp 70' Balogh 90+1' | (1 – 1) Jegyzőkönyv | 23' Zachariassen 34' 67′ Abena 54' Kovačević 56' 83' Botka 60' Lisztes |

| Fehérvári úti stadion, Paks Nézőszám: 4 280 Játékvezető: Karakó Ferenc (magyar) |

| 27. forduló 2023. április 15. 19:30 |

| Ferencváros                                       | 3 – 0               | Budapest Honvéd     |
| ------------------------------------------------- | ------------------- | ------------------- |
| R. Mmaee 42' Marquinhos 72' Owusu 87' Gojak 90+2' | (1 – 0) Jegyzőkönyv | 51' Szabó 51' Gomis |

| Groupama Aréna, Budapest Nézőszám: 11 793 Játékvezető: Pintér Csaba (magyar) |

| 28. forduló 2023. április 22. 19:30 |

| Vasas                                      | 0 – 1               | Ferencváros               |
| ------------------------------------------ | ------------------- | ------------------------- |
| Holender 30' Urblík 70' Ihrig-Farkas 90+5' | (0 – 0) Jegyzőkönyv | 32' Kovačević 79' Lisztes |

| Illovszky Rudolf Stadion, Budapest Nézőszám: 3 718 Játékvezető: Erdős József (magyar) |

| 29. forduló 2023. május 1. 18:00 |

| Újpest                                                        | 2 – 3               | Ferencváros                                                         |
| ------------------------------------------------------------- | ------------------- | ------------------------------------------------------------------- |
| Gouré 41' 65' Csoboth 45+4' Jakobi 81' Simon 90+3' Hall 90+9' | (1 – 1) Jegyzőkönyv | 24' 28' 54' Gojak 45+5' Pászka 58' Marquinhos 60' Lisztes 65' Botka |

| Szusza Ferenc Stadion, Budapest Nézőszám: 11 109 Játékvezető: Bogár Gergő (magyar) |

| 30. forduló 2023. május 6. 19:45 |

| Ferencváros                         | 3 – 0               | Kisvárda                 |
| ----------------------------------- | ------------------- | ------------------------ |
| Pászka 49' Lisztes 53' S. Mmaee 63' | (0 – 0) Jegyzőkönyv | 36' Navrátil 55' Kovačić |

| Groupama Aréna, Budapest Nézőszám: 13 133 Játékvezető: Pintér Csaba (magyar) |

| 31. forduló 2023. május 13. 19:30 |

| Kecskeméti TE                                      | 2 – 0               | Ferencváros                                                         |
| -------------------------------------------------- | ------------------- | ------------------------------------------------------------------- |
| Szalai 34' Belényesi 76' Tóth 86' Nikitscher 90+1' | (1 – 0) Jegyzőkönyv | 51' Esiti 54' Owusu 60' Lisztes 73′ Abena 87' Knoester 90+1' Traoré |

| Széktói Stadion, Kecskemét Nézőszám: 4 950 Játékvezető: Berke Balázs (magyar) |

| 32. forduló 2023. május 20. 17:45 |

| Ferencváros | 1 – 3               | Debreceni VSC                        |
| ----------- | ------------------- | ------------------------------------ |
| Pászka 42'  | (1 – 0) Jegyzőkönyv | 63' 67' Babunski 75' (11-esből) Bódi |

| Groupama Aréna, Budapest Nézőszám: 15 879 Játékvezető: Karakó Ferenc (magyar) |

| 33. forduló 2023. május 28. 17:30 |

| Mezőkövesd Zsóry                                         | 1 – 0               | Ferencváros                 |
| -------------------------------------------------------- | ------------------- | --------------------------- |
| Filip 36' Dražić 45+1' (11-esből) Lehoczky 58' Brtan 68' | (1 – 0) Jegyzőkönyv | 45+1' Szécsi 89' Marquinhos |

| Városi stadion, Mezőkövesd Nézőszám: 4 110 Játékvezető: Karakó Ferenc (magyar) |

### A végeredmény
| #   | Csapat                 | M  | GY | D  | V  | G+ – G– | GK  | P  | Megjegyzések                                                 |
| --- | ---------------------- | -- | -- | -- | -- | ------- | --- | -- | ------------------------------------------------------------ |
| 1.  | FerencvárosCV (B)      | 33 | 19 | 6  | 8  | 62–33   | +29 | 63 | 2023–2024-es Bajnokok Ligája – 1. selejtezőkör               |
| 2.  | Kecskeméti TEÚ (I)     | 33 | 15 | 12 | 6  | 48–32   | +16 | 57 | 2023–2024-es UEFA Európa Konferencia Liga – 2. selejtezőkör  |
| 3.  | Debreceni VSC (I)      | 33 | 15 | 9  | 9  | 52–39   | +13 | 54 | 2023–2024-es UEFA Európa Konferencia Liga – 2. selejtezőkör  |
| 4.  | Puskás Akadémia        | 33 | 14 | 11 | 8  | 48–42   | +6  | 53 |                                                              |
| 5.  | Paksi FC               | 33 | 14 | 7  | 12 | 57–57   | 0   | 49 |                                                              |
| 6.  | Kisvárda               | 33 | 10 | 13 | 10 | 43–49   | −6  | 43 |                                                              |
| 7.  | Mezőkövesd Zsóry       | 33 | 11 | 9  | 13 | 40–43   | −3  | 42 |                                                              |
| 8.  | Újpest                 | 33 | 11 | 8  | 14 | 42–55   | −13 | 41 |                                                              |
| 9.  | Zalaegerszegi TE (KGY) | 33 | 10 | 9  | 14 | 37–43   | −6  | 39 | 2023–2024-es UEFA Európa Konferencia Liga – 2. selejtezőkör1 |
| 10. | MOL Fehérvár           | 33 | 8  | 11 | 14 | 38–43   | −5  | 35 |                                                              |
| 11. | Budapest Honvéd (K)    | 33 | 8  | 9  | 16 | 34–51   | −17 | 33 | NB II                                                        |
| 12. | VasasÚ (K)             | 33 | 4  | 14 | 15 | 29–43   | −14 | 26 | NB II                                                        |

Forrás: MLSZ adatbank 
A rangsorolás alapszabályai: 1. összpontszám, 2. győzelmek száma, 3. gólkülönbség, 4. szerzett gólok száma, 5. egymás elleni eredmények összpontszáma,  6. egymás elleni eredmények gólkülönbsége, 7. egymás elleni eredmények szerzett góljainak száma, 8. egymás elleni eredmények idegenben szerzett góljainak száma.
1 A Zalaegerszegi TE a 2023–2024-es UEFA Európa Konferencia Liga 2. selejtezőkörében indulhat, kupagyőztesként.
(B): Bajnokcsapat, (K): Kieső csapat, (F): Feljutó csapat, (I): Kupainduló, (R): A rájátszás győztese, (KGY): Kupagyőztes

### Eredmények összesítése
Az alábbi táblázatban összesítve szerepelnek a Ferencváros bajnokságban elért eredményei, különbontva hazai, illetve idegenbeli mérkőzésekre.
| Forduló                  | Otthon | Otthon | Otthon | Otthon | Otthon | Otthon | Otthon | Idegenben | Idegenben | Idegenben | Idegenben | Idegenben | Idegenben | Idegenben |
| Forduló                  | M      | GY     | D      | V      | LG–KG  | GK     | P      | M         | GY        | D         | V         | LG–KG     | GK        | P         |
| ------------------------ | ------ | ------ | ------ | ------ | ------ | ------ | ------ | --------- | --------- | --------- | --------- | --------- | --------- | --------- |
| Összesen (1–33. forduló) | 16     | 10     | 4      | 2      | 33–14  | +19    | 34     | 17        | 9         | 2         | 6         | 29–19     | +10       | 29        |

### Helyezések fordulónként
| 11 forduló után | 11 forduló után | 11 forduló után | 11 forduló után | 11 forduló után | 11 forduló után | 11 forduló után | 11 forduló után | 11 forduló után | 11 forduló után | 11 forduló után | 11 forduló után |
| Forduló         | 1               | 2               | 3               | 4               | 5               | 6               | 7               | 8               | 9               | 10              | 11              |
| --------------- | --------------- | --------------- | --------------- | --------------- | --------------- | --------------- | --------------- | --------------- | --------------- | --------------- | --------------- |
| Helyszín        | O               | I               | O               | I               | O               | I               | I               | O               | I               | O               | I               |
| Eredmény        | GY              | GY              | GY              | GY              | GY              | GY              | GY              | GY              | V               | GY              | V               |
| Helyezés        | 2               | 1               | 1               | 1               | 1               | 1               | 1               | 1               | 1               | 1               | 1               |
| 22 forduló után |                 |                 |                 |                 |                 |                 |                 |                 |                 |                 |                 |
| Forduló         | 12              | 13              | 14              | 15              | 16              | 17              | 18              | 19              | 20              | 21              | 22              |
| Helyszín        | I               | O               | I               | O               | I               | O               | O               | I               | O               | I               | O               |
| Eredmény        | GY              | GY              | D               | GY              | GY              | D               | GY              | D               | D               | GY              | D               |
| Helyezés        | 1               | 1               | 1               | 1               | 1               | 1               | 1               | 1               | 1               | 1               | 1               |
| 33 forduló után |                 |                 |                 |                 |                 |                 |                 |                 |                 |                 |                 |
| Forduló         | 23              | 24              | 25              | 26              | 27              | 28              | 29              | 30              | 31              | 32              | 33              |
| Helyszín        | O               | I               | O               | I               | O               | I               | I               | O               | I               | O               | I               |
| Eredmény        | V               | V               | D               | V               | GY              | GY              | GY              | GY              | V               | V               | V               |
| Helyezés        | 1               | 1               | 1               | 1               | 1               | 1               | 1               | 1               | 1               | 1               | 1               |

Helyszín: O = Otthon; I = Idegenben. Eredmény: GY = Győzelem; D = Döntetlen; V = Vereség.

### Szerzett pontok ellenfelenként
Az alábbi táblázatban találhatóak a Ferencváros megszerzett pontjai, ellenfelekre bontva. A 2022–2023-as idényben minden csapat ellen sikerült legalább egy pontot szerezni, a legkevesebbet az újonc Kecskeméti TE ellen. A maximális pontszámot két csapat ellen sikerült elérni, ezek a Budapest Honvéd és az Újpest voltak.
| Ellenfél         | Eredmény | Eredmény  | Eredmény         | Pontok |
| Ellenfél         | Otthon   | Idegenben | Otthon/Idegenben | Pontok |
| ---------------- | -------- | --------- | ---------------- | ------ |
| Budapest Honvéd  | 3–1      | 2–0       | 3–0              | 9      |
| Debreceni VSC    | 2–0      | 2–0       | 1–3              | 6      |
| Kecskeméti TE    | 1–1      | 0–2       | 0–2              | 1      |
| Kisvárda         | 3–0      | 0–0       | 3–0              | 7      |
| Mezőkövesd Zsóry | 1–1      | 1–2       | 0–1              | 1      |
| MOL Fehérvár     | 4–0      | 2–2       | 2–2              | 5      |
| Paksi FC         | 3–2      | 3–1       | 2–3              | 6      |
| Puskás Akadémia  | 1–0      | 4–2       | 1–2              | 6      |
| Újpest           | 3–1      | 6–0       | 3–2              | 9      |
| Vasas            | 0–0      | 1–0       | 1–0              | 7      |
| Zalaegerszegi TE | 2–1      | 2–1       | 0–1              | 6      |

## Magyar kupa
8. forduló (főtábla 3. forduló)
| 2022. szeptember 18. 16:00 |

| Bicskei TC                      | 0 – 2               | Ferencváros                       |
| ------------------------------- | ------------------- | --------------------------------- |
| Sóron 29' Vékony 36' Hirman 74' | (0 – 1) Jegyzőkönyv | 45' Gojak 53' Knoester 86' Vécsei |

| Bicskei TC Sporttelep, Bicske Nézőszám: 3 000 Játékvezető: Antal Péter (magyar) |

Továbbjutott a Ferencváros, 2–0-s összesítéssel.
9. forduló (főtábla 4. forduló)
| 2022. október 19. 13:00 |

| Iváncsa KSE                                                  | 3 – 2 (h. u.)       | Ferencváros                                         |
| ------------------------------------------------------------ | ------------------- | --------------------------------------------------- |
| Suszter 5' Aradi 56' Petrezselyem 80' Varga 90+2' Kercsó 96' | (1 – 2) Jegyzőkönyv | 3' Zachariassen 18' R. Mmaee 81' S. Mmaee 95' Gojak |

| Károlyi István Sporttelep, Iváncsa Nézőszám: 1 000 Játékvezető: Derdák Marcell (magyar) |

Továbbjutott az Iváncsa KSE, 3–2-s összesítéssel.

## Bajnokok Ligája

### Selejtezők
1. selejtezőkör
| Első mérkőzés 2022. július 6. 16:00 |

| Tobil Kosztanaj         | 0 – 0       | Ferencváros                      |
| ----------------------- | ----------- | -------------------------------- |
| Jovančić 32' Kajrov 38' | Jegyzőkönyv | 33' Vécsei 38' Boli 71' Laïdouni |

| Központi Stadion, Kosztanaj (Kazahsztán) Nézőszám: 8 420 Játékvezető: Dario Bel (horvát) |

| Második mérkőzés 2022. július 13. 20:00 |

| Ferencváros                                               | 5 – 1               | Tobil Kosztanaj                             |
| --------------------------------------------------------- | ------------------- | ------------------------------------------- |
| Traoré 4' 17' Laïdouni 21' Kovačević 56' Bassey 74' 90+1' | (3 – 1) Jegyzőkönyv | 23' Sergeev 78' Tagibergen 78' 81′ Muzsikov |

| Groupama Aréna, Budapest Nézőszám: 17 347 Játékvezető: Krzysztof Jakubik (lengyel) |

Továbbjutott a Ferencváros, 5–1-es összesítéssel.
2. selejtezőkör
| Első mérkőzés 2022. július 20. 20:00 |

| Ferencváros                 | 1 – 2               | Slovan Bratislava                     |
| --------------------------- | ------------------- | ------------------------------------- |
| Tokmac 31' Zachariassen 70' | (0 – 0) Jegyzőkönyv | 27' Šaponjić 81' Kasia 86' Barszegján |

| Groupama Aréna, Budapest Nézőszám: 20 459 Játékvezető: Ricardo de Burgos Bengoetxea (spanyol) |

| Második mérkőzés 2022. július 27. 20:30 |

| Slovan Bratislava                                   | 1 – 4               | Ferencváros                                                    |
| --------------------------------------------------- | ------------------- | -------------------------------------------------------------- |
| De Marco 27' 70' Kankava 52' Kucka 55' Šaponjić 84' | (0 – 2) Jegyzőkönyv | 4' 90+5' Laïdouni 20' Boli 31' 55' Zachariassen 57' 89' Traoré |

| Tehelné pole, Pozsony (Szlovákia) Nézőszám: 21 500 Játékvezető: Marco Di Bello (olasz) |

Továbbjutott a Ferencváros 5–3-s összesítéssel.
3. selejtezőkör
| Első mérkőzés 2022. augusztus 3. 18:00 |

| Qarabağ FK                             | 1 – 1               | Ferencváros                      |
| -------------------------------------- | ------------------- | -------------------------------- |
| Janković 28' Owusu 34' Mustafazadə 66' | (1 – 1) Jegyzőkönyv | 17' Boli 61' Botka 82' Kovačević |

| Tofik Bahramov Stadion, Baku (Azerbajdzsán) Nézőszám: 31 200 Játékvezető: Andreas Ekberg (svéd) |

| Második mérkőzés 2022. augusztus 9. 20:00 |

| Ferencváros                                 | 1 – 3               | Qarabağ FK                                                                                 |
| ------------------------------------------- | ------------------- | ------------------------------------------------------------------------------------------ |
| Thelander 30' Boli 34' Botka 84' Traoré 86' | (0 – 1) Jegyzőkönyv | 7' Zoubir 31' Janković 54' 78' Wadji 62' Bayramov 84' Şeydayev 90+1' Andrade 90+3' Vešović |

| Groupama Aréna, Budapest Nézőszám: 18 875 Játékvezető: Carlos del Cerro Grande (spanyol) |

Továbbjutott a Qarabağ FK, 4–2-s összesítéssel.

## Európa-liga

### Selejtezők
Rájátszás
| Első mérkőzés 2022. augusztus 18. 18:30 |

| Ferencváros                                              | 4 – 0               | Shamrock Rovers                  |
| -------------------------------------------------------- | ------------------- | -------------------------------- |
| Auzqui 13' 27' Traoré 35' 48' Knoester 45+2' Ćivić 90+3' | (2 – 0) Jegyzőkönyv | 13' Hoare 48' Grace 72' Farrugia |

| Groupama Aréna, Budapest Nézőszám: 15 239 Játékvezető: Glenn Nyberg (svéd) |

| Második mérkőzés 2022. augusztus 25. 21:00 |

| Shamrock Rovers                 | 1 – 0               | Ferencváros          |
| ------------------------------- | ------------------- | -------------------- |
| Emakhu 34' Towell 44' Lyons 89' | (0 – 0) Jegyzőkönyv | 21' Auzqui 55' Esiti |

| Tallaght Stadion, Dublin (Írország) Nézőszám: 7 163 Játékvezető: François Letexier (francia) |

Továbbjutott a Ferencváros, 4–1-s összesítéssel.

### Csoportkör
| 1. forduló 2022. szeptember 8. 21:00 |

| Ferencváros                                                                                 | 3 – 2               | Trabzonspor                   |
| ------------------------------------------------------------------------------------------- | ------------------- | ----------------------------- |
| Tokmac 5' 44' (11-esből) Ćivić 16′ Traoré 29' Bešić 41' Wingo 80' Dibusz 85' Knoester 90+2' | (3 – 1) Jegyzőkönyv | 39' Gómez 41' Bardi 71' Bozok |

| Groupama Aréna, Budapest Nézőszám: 17 987 Játékvezető: Fabio Maresca (olasz) |

| 2. forduló 2022. szeptember 15. 18:45 |

| AS Monaco  | 0 – 1               | Ferencváros                       |
| ---------- | ------------------- | --------------------------------- |
| Embolo 77' | (0 – 0) Jegyzőkönyv | 69' Bešić 79' Vécsei 90+4' Traoré |

| II. Lajos Stadion, Fontvieille (Monaco) Nézőszám: 3 731 Játékvezető: Espen Eskås (norvég) |

| 3. forduló 2022. október 6. 18:45 |

| Crvena zvezda                                                                     | 4 – 1               | Ferencváros                                           |
| --------------------------------------------------------------------------------- | ------------------- | ----------------------------------------------------- |
| Dragović 21' Kanga 27' (11-esből) 60' Mitrović 35' Katai 50' Sanogo 54' Rodić 76' | (2 – 0) Jegyzőkönyv | 71' Zachariassen 73' S. Mmaee 79' Knoester 86' Vécsei |

| Rajko Mitić Stadion, Belgrád (Szerbia) Nézőszám: 26 244 Játékvezető: Lawrence Visser (belga) |

| 4. forduló 2022. október 13. 21:00 |

| Ferencváros                                                                   | 2 – 1               | Crvena zvezda             |
| ----------------------------------------------------------------------------- | ------------------- | ------------------------- |
| Zachariassen 23' Knoester 28' S. Mmaee 61' Traoré 62' Bogdán 85' Tokmac 90+1' | (1 – 0) Jegyzőkönyv | 21' Eraković 55' Mitrović |

| Groupama Aréna, Budapest Nézőszám: 20 675 Játékvezető: Daniel Stefański (lengyel) |

| 5. forduló 2022. október 27. 21:00 |

| Ferencváros                                                    | 1 – 1               | AS Monaco                             |
| -------------------------------------------------------------- | ------------------- | ------------------------------------- |
| Botka 24' Dibusz 32' Laïdouni 80' Zachariassen 81' Bešić 90+3' | (0 – 1) Jegyzőkönyv | 31' Ben Yedder 57' Camara 84' Maripán |

| Groupama Aréna, Budapest Nézőszám: 20 517 Játékvezető: Enea Jorgji (albán) |

| 6. forduló 2022. november 3. 20:45 |

| Trabzonspor                                         | 1 – 0               | Ferencváros                          |
| --------------------------------------------------- | ------------------- | ------------------------------------ |
| Bakaszétasz 7' Ömür 45+1' Vitor Hugo 51' Bartra 81' | (1 – 0) Jegyzőkönyv | 27' Laïdouni 47' S. Mmaee 88' Vécsei |

| Akyazı Stadion, Trabzon (Törökország) Nézőszám: 22 840 Játékvezető: Harm Osmers (német) |

A csoport végeredménye
| #  | Csapat        | M | Gy | D | V | G+ | G– | Gk | P  | Továbbjutás                                           |
| -- | ------------- | - | -- | - | - | -- | -- | -- | -- | ----------------------------------------------------- |
| 1. | Ferencváros   | 6 | 3  | 1 | 2 | 8  | 9  | –1 | 10 | Továbbjutott a nyolcaddöntőbe                         |
| 2. | AS Monaco     | 6 | 3  | 1 | 2 | 9  | 8  | +1 | 10 | Továbbjutott a nyolcaddöntő rájátszásába              |
| 3. | Trabzonspor   | 6 | 3  | 0 | 3 | 11 | 9  | +2 | 9  | Átkerült a Konferencia Liga nyolcaddöntő rájátszásába |
| 4. | Crvena zvezda | 6 | 2  | 0 | 4 | 9  | 11 | –2 | 6  |                                                       |

### Egyenes kieséses szakasz
Nyolcaddöntő
| Első mérkőzés 2023. március 9. 18:45 |

| Bayer Leverkusen                                     | 2 – 0               | Ferencváros                                           |
| ---------------------------------------------------- | ------------------- | ----------------------------------------------------- |
| Demirbay 10' 38' Wirtz 75' Kossounou 83' Tapsoba 86' | (1 – 0) Jegyzőkönyv | 45' Marquinhos 49' Zachariassen 75' Botka 90+3' Ćivić |

| BayArena, Leverkusen (Németország) Nézőszám: 25 001 Játékvezető: Davide Massa (olasz) |

| Második mérkőzés 2023. március 16. 21:00 |

| Ferencváros | 0 – 2               | Bayer Leverkusen  |
| ----------- | ------------------- | ----------------- |
|             | (0 – 1) Jegyzőkönyv | 3' Diaby 81' Adlí |

| Puskás Aréna, Budapest Nézőszám: 50 675 Játékvezető: Artur Soares Dias (portugál) |

Továbbjutott a Bayer Leverkusen, 4–0-s összesítéssel.

## Felkészülési mérkőzések
| 2022. június 8. 17:30 |

| NK Čarda | 0 – 8               | Ferencváros                                                                                   |
| -------- | ------------------- | --------------------------------------------------------------------------------------------- |
|          | (0 – 5) Jegyzőkönyv | 10' 17' Boli 19' 63' Zachariassen 26' (11-esből) Lončar 42' Traoré 49' Esiti 60' 71' Baturina |

| Gornja Radgona Stadion, Gornja Radgona (Szlovénia) |

| 2022. június 12. 17:30 |

| Ferencváros                      | 1 – 1               | FK Skendija |
| -------------------------------- | ------------------- | ----------- |
| Gera 20' Traoré 39' Knoester 59' | (0 – 0) Jegyzőkönyv | 61' Haszani |

| Gornja Radgona Stadion, Gornja Radgona (Szlovénia) |

| 2022. június 22. 17:00 |

| Ferencváros | 0 – 3               | Sepsi OSK                       |
| ----------- | ------------------- | ------------------------------- |
|             | (0 – 1) Jegyzőkönyv | 30' Dumitrescu 62' 90' Damașcan |

| Kaiserwinkl Arena, Kössen (Ausztria) |

| 2022. június 25. 17:00 |

| Ferencváros                    | 3 – 0               | Ludogorec Razgrad |
| ------------------------------ | ------------------- | ----------------- |
| Marquinhos 54' Wingo 81' 90+2' | (0 – 0) Jegyzőkönyv |                   |

| Kufstein Arena, Kufstein (Ausztria) |

| 2022. június 28. 17:00 |

| Ferencváros                         | 4 – 1               | Karlsruhe |
| ----------------------------------- | ------------------- | --------- |
| Lončar 2' 37' Traoré 24' Bassey 67' | (3 – 1) Jegyzőkönyv | 22' Heise |

| Kaiserwinkl Arena, Kössen (Ausztria) |

| 2022. szeptember 27. |

| Soroksár SC | 1 – 4               | Ferencváros                                      |
| ----------- | ------------------- | ------------------------------------------------ |
| Gól         | (0 – 2) Jegyzőkönyv | 12' Sigér 28' Wingo 42' Thelander 57' Marquinhos |

| Szamosi Mihály Sporttelep, Budapest |

- 2×35 perces mérkőzés.

| 2022. december 21. 12:00 |

| Mezőkövesd Zsóry | 0 – 0       | Ferencváros |
| ---------------- | ----------- | ----------- |
|                  | Jegyzőkönyv |             |

| Városi stadion, Mezőkövesd |

| 2023. január 11. 15:00 |

| FC Augsburg | 0 – 2               | Ferencváros               |
| ----------- | ------------------- | ------------------------- |
|             | (0 – 0) Jegyzőkönyv | 20' Esiti 62' 74' Mercier |

| Estadi Olímpic Camilo Cano, La Nucia (Spanyolország) |

| 2023. január 15. 15:00 |

| Ferencváros          | 0 – 1               | Piast Gliwice             |
| -------------------- | ------------------- | ------------------------- |
| Auzqui 29' Esiti 57' | (0 – 1) Jegyzőkönyv | 18' Wilczek 76' Katránisz |

| Estadi Olímpic Camilo Cano, La Nucia (Spanyolország) |

| 2023. január 16. 15:00 |

| Viktoria Plzeň | 0 – 0       | Ferencváros |
| -------------- | ----------- | ----------- |
|                | Jegyzőkönyv |             |

| Villaitana Football Center, Alicante (Spanyolország) |